# Karlina Leksono Supelli
Karlina Leksono Supelli (née le 15 janvier 1958 à Jakarta) est une philosophe et astronome indonésienne. 

## Biographie
L'une des premières femmes astronomes indonésiennes, elle obtient sa licence en astronomie à l'Institut technologique de Bandung et sa maîtrise en sciences spatiales à l'University College de Londres, et a terminé son doctorat en philosophie à l'université d'Indonésie en 1997.
Elle est également connue pour avoir participé à des activités humanitaires pendant la Réforme indonésienne de 1998. Sous la direction de Karlina Supelli, en février 1998, un groupe de mères inquiètes a manifesté devant l'hôtel HI (Hôtel Indonesia). En conséquence, elle a été arrêtée avec deux autres femmes, Gadis Arivia et Wilasih Noviana.
Féministe, Karlina a également participé à la révélation et à la défense des droits des victimes des émeutes indonésiennes de mai 1998, lorsque des centaines de femmes indonésiennes d'origine chinoise ont été violées à Jakarta. Elle s'est rendue aux États-Unis pour persuader le gouvernement américain de cesser ses exportations d'armes vers l'Indonésie, ce qui lui a valu des menaces de mort en raison de ses activités. Cependant, elle ne s’est pas laissée dissuader. Elle a également défendu activement les droits des femmes d'Aceh et du Timor oriental qui ont été violées par des membres de l'armée indonésienne.
Karlina enseigne la philosophie et l'astronomie dans plusieurs universités indonésiennes. Ses écrits sont publiés dans des revues en Indonésie et à l'étranger. Elle est maintenant chargée de cours à Sekolah Tinggi Filsafat Driyarkara (Lycée de Philosophie Driyarkara), à Jakarta.